# Annitella triloba
Annitella triloba là một loài Trichoptera trong họ Limnephilidae. Chúng phân bố ở miền Cổ bắc.